# Kościół św. Jana Chrzciciela i św. Jana Ewangelisty w Pilicy
Kościół świętego Jana Chrzciciela i świętego Jana Ewangelisty – rzymskokatolicki kościół parafialny należący do dekanatu pilickiego diecezji sosnowieckiej.
Świątynia w Pilicy była wzmiankowana w 1325 roku, jednak chodziło o tak zwaną Starą Pilicę, która rozwinęła się wokół zamku w Smoleniu i funkcjonowała do XVI wieku. Miasto na północ od zamku na dzisiejszym miejscu założono później, pod koniec XIV wieku. Świątynia miejska powstała zapewne krótko potem w XV wieku i zachowała w znacznej części charakter gotycki, pomimo przebudowy w stylu późnorenesansowym około 1612 roku i barokowym w XVII i XVIII wieku. Kościół posiada bogate wnętrze. Jest otoczony kaplicami: gotycką św. Anny, manierystyczną Padniewskich z 1601 roku, zaprojektowaną przez Kaspra Fodygę, barokową św. Józefa z około 1700 roku, posiadającą dekorację stiukową. Poza tym w świątyni znajduje się rokokowa polichromia i liczne nagrobki, między innymi Kasi Pileckiej, wykonany przez Giovanniego Marię Padovano w 1555 roku.